# Lex Varia
La Lex Varia de maiestate è una legge dell'antica Roma. Risale al 90 a.C. ed è opera del tribuno Q. Vario Ibrida; si riferisce a coloro i quali avessero condotto, ope et consilio, alleati di Roma a prendere le armi contro di essa. La Lex Varia fu istituita in un contesto di emergenza, per arginare il fenomeno di rivolta della plebe urbana che ebbe luogo durante la Guerra sociale, specie nel suo primo anno (90-89 a.C.). 

## Contesto storico
Nel 90 sono istituite, mediante un'apposita lex Varia, tribunali speciali atti a giudicare i Romani che avessero sollecitato gli Italici alla rivolta. Gli anni tra il 91 e l'89 sono molto difficili per la Repubblica; la società romana è spaccata in due, tra sostenitori e oppositori della proposta di estensione della cittadinanza agli Italici. Di particolare rilievo in tal senso è la figura di Marco Livio Druso, eletto tribuno della plebe nel 91 e fautore di un complesso programma riformistico, che comprendeva tra l'altro la concessione della cittadinanza agli Italici. Tale proposta non arrivò mai ad essere votata: il ceto senatorio, deciso a ostacolare con ogni mezzo l'attuazione di tale provvedimento, si opporrà. Druso verrà ritrovato morto pochi giorni dopo aver portato la sua proposta in Senato. Subito dopo, e per buona misura, ha luogo l'istituzione delle quaestiones; la tensione sociale così accumulata non può che sfociare in rivolta, segnando l'atto d'inizio della Guerra sociale, che si protrarrà nei due anni successivi, concludendosi solo con l'emanazione della lex Iulia (90) e della lex Plautia Papiria (89), le prime concessioni in materia di estensione della cittadinanza. La lex Iulia estendeva, infatti, tale privilegio agli Italici che non si fossero ribellati e ai Latini; la lex Plautia Papiria, invece, a coloro che si fossero presentati dinanzi al censore entro sessanta giorni. Una conquista che le città italiche, costituitesi in una federazione per far fronte all'offensiva romana, ottennero a prezzo di sanguinose battaglie. L'introduzione della Lex Iulia segna, di fatto, la fine della Guerra sociale; da quel momento in poi, secondo Badian, non è più possibile servirsi della Lex Varia come strumento per eliminare personaggi scomodi dalla scena politica, condannando all'esilio chi si dichiarasse favorevole all'estensione della cittadinanza – e dei benefici ad essa connessi – ai popoli italici. 
Un nota bene: secondo Asconio, la lex Varia passa dopo lo scoppio della Guerra sociale; si presume, tra l'altro, che la stessa sia passata illegalmente. La Guerra sociale scoppia ufficialmente nel 91 ed Asconio sembra essere più fedele di Appiano. Ciò nonostante, la legge Varia viene talvolta considerata come causa della Guerra sociale.

## Istituzione
La Lex Varia, si è detto, disciplinerebbe una fattispecie giuridica ancora scoperta. L'istituzione di tribunali speciali al fine di discutere questioni altrimenti impossibili da dirimere non era un fatto inedito: casi analoghi si erano già verificati con le leges Peducaea [113], Mamilia [109] e Pompeia de vi (52); quest'ultima in particolare ebbe l'effetto di inasprire le pene già previste in materia e snellire il relativo procedimento giudiziario. Ragioni simili, si vedrà in seguito, non potranno essere addotte per motivare il ricorso alla Lex Varia. In apparenza, infatti, si ha l'impressione che essa presenti un carattere di ridondanza rispetto a provvedimenti analoghi preesistenti, in primo luogo la lex Appuleia Saturnina. Tale equivoco è dovuto al fatto che il precetto sanzionatorio nei confronti di coloro che dessero man forte a nemici di Roma – qui hostem concitaverit – è già presente nelle XII Tavole, in cui detto crimine è anzi punito con la pena capitale. In teoria, dunque, non vi sarebbe stato bisogno di emanare un provvedimento ad hoc nel 90 a.C., tanto più che la Lex Varia non prevedeva un incremento di pena rispetto a quanto previsto nelle XII Tavole; piuttosto il contrario, dato che essa sanzionava detto crimine con l'esilio e non con la morte – per quanto, su questo punto, la storiografia sia discorde: lo stesso Cicerone (Brut. 305) sostiene che, a seguito di condanne per mezzo della lex Varia, siano state inflitte pene capitali, ed anzi che tale sorte sia toccata allo stesso Vario. Ad ogni modo, l'introduzione della Lex Varia non fu dovuta nemmeno a ragioni procedurali; non vi erano vizi di forma nelle leggi precedenti che disciplinavano la stessa materia, e la lex Appuleia Saturnina prevedeva già l'istituzione di una giuria equestre che esaminasse casi analoghi. Per cui, l'istituzione della Lex Varia non può essere ascritta né alla circostanza per cui la materia in oggetto non era adeguatamente disciplinata da leggi penali preesistenti, né ad un possibile incremento della pena, né per apportare modifiche al procedimento giudiziario avente luogo in quei casi. È chiaro come avere una corte speciale, se c'era già una quaestio perpetua, fosse quantomeno inusuale; per sciogliere tale nodo si può ipotizzare o che la lex Varia includesse la lex Appuleia, o che la lex Varia sia stata sostituita nell'89 o al più tardi nell'88, o ancora che sia stata re-istituita la lex Appuleia. Quanto sinora osservato, comunque, condurrebbe a dare per acquisito il carattere di ridondanza della Lex Varia rispetto alla Lex Appuleia o ad altri provvedimenti analoghi. Tale acquisizione, tuttavia, è da supporsi errata: per comprenderne le ragioni, occorre far riferimento al contesto storico di emanazione della Lex Varia. Come si è detto, il provvedimento vede la luce nel bel mezzo della Guerra sociale, in un momento in cui il malcontento popolare tocca vette altissime a seguito della paventata – da parte della plebe, specie quella urbana – concessione di cittadinanza ai popoli Italici. Ecco che le ragioni a sostegno della legge di Q. Vario Ibrida assumono una connotazione marcatamente politica, e non meramente tecnica; come ben evidenziato da Seager, la Lex Varia fu istituita per garantire un mezzo d'espressione alla rabbia del popolo, ed anzi in qualche misura per esacerbarla, al fine di concentrare l'attenzione dell'opinione pubblica su un tema cogente e controverso cui urgeva trovare soluzione: la concessione della cittadinanza agli Italici. Un progetto di riforma che trovava nell'aristocrazia senatoria, e specialmente negli equites, i primi oppositori; essi infatti temevano che i membri del ceto possidente italico, acquisito lo status di cittadini pleno jure, avrebbero avuto accesso alla spartizione dei proventi dell'Impero – bottini di guerra, tasse ecc. – e soprattutto avrebbero potuto acquisire maggior peso politico, depotenziando in tal modo l'aristocrazia senatoria romana. Ecco che la lex Varia assume, a tutti gli effetti, i contorni di un provvedimento politico più che meramente giudiziario, atto ad evitare la perdita di potere politico da parte degli optimates. Altro tema di scontro fu quello del voto agli Italici. I conservatori cercarono di limitarne l'impatto inserendo i nuovi cittadini in otto tribù, senza successo (per una legge di Sulpicio Rufo nell'88).

## La sospensione delle corti ordinarie durante la Guerra sociale
L'istituzione della Lex Varia, dunque, pare sia stata imprescindibile, considerato il contesto storico in cui si colloca. Un ulteriore elemento a sostegno di tale tesi sta nel fatto che, secondo la letteratura sull'argomento, i cd. tribunali permanenti non erano attivi in tempo di guerra, come sottolinea Cicerone ; il che è da ascriversi al fatto che i detentori dell'imperium, impegnati in campagne militari, fossero costretti ad allontanarsi da Roma e quindi ad assentarsi dalle corti giudiziarie. Da ciò scaturisce l'impossibilità, negli anni della Guerra sociale, di fare ricorso alle corti ordinarie per dirimere questioni di diritto penale; il che spiega la necessità di istituire un tribunale speciale per sanzionare chi si rendesse colpevole di fornire aiuto ai ribelli, comminando loro la pena dell'esilio. La corte legata alla lex Varia rimase dunque attiva per tutta la durata della Guerra sociale, rivestendo funzione di supplenza rispetto ai tribunali ordinari. Si presume poi che, al termine della Guerra, essa abbia perso efficacia a seguito della restaurazione della Lex Appuleia, da cui aveva tratto ispirazione e di cui aveva costituito, per così dire, la versione straordinaria. 

## Crimen varianum: la ratio della lex
L'analisi di E. Badian mette in luce un'ambiguità relativa al concetto di maiestas; secondo alcuni interpreti, il fatto che Cicerone parli di Lex Varia de maiestate lascia intendere che detta legge fosse stata formulata con l'intenzione di disciplinare tutta una serie di fattispecie criminose, e non soltanto il crimen Varianum in senso stretto, consistente – si è visto – nella condanna all'esilio per i sobillatori e i sostenitori della plebe urbana. Tuttavia, Badian evidenzia come il termine maiestate debba essere inteso altrimenti, nell'accezione di crimine de maiestate, ovvero proditionis, tradimento; nella fattispecie, verso Roma, tradimento di cui si macchiavano coloro che si schieravano dalla parte dei nemici dell'Impero. Si è detto, a tal proposito, che la Lex Varia sia stata messa a punto col fine specifico e illegittimo di servirsi di strumenti giudiziari, le corti, per motivi politici: l'eliminazione dei sostenitori della plebe insorta (Gruen); si può persino credere che la lex Varia sia stata utilizzata anche dopo la re-istituzione delle corti ordinarie in ragione della sua efficienza. Secondo Appiano la lex Varia serviva a rinforzare il controllo equestre dello Stato; lo studio di tale quaestio ci consente, in ogni caso, di far luce sul periodo storico in cui fu istituita, coincidente – si è detto – col tribunato di Q. Vario, suo promotore, che va dal dicembre del 91 al dicembre del 90; la legge, probabilmente, passò nei primi mesi del 90 come legge speciale.

## Processi
Nel presentare il suo primo ingresso al foro, Cicerone scrive dell'assenza di M. Antonio (Marco Antonio Oratore): dov'era? Sappiamo che egli fu a Roma in 90-89: "genu mehercule M. Antonium vidi, cum contente pro se ipse lege Varia diceret, terram tangere" . L'esilio è da scartare. In modo poco convincente Scholz dice che l'assoluzione di Antonio viene prima dell'assunzione della toga virilis da parte di Cicerone; c'è incertezza sulla data dell'assunzione. Forse nel 90 Antonio era semplicemente fuori città per impegni personali; ad ogni modo, il suo processo dovrebbe appartenere ad una prima fase dell'applicazione della lex Varia. 
Vario stesso fu processato per effetto della sua legge in un momento imprecisato tra la fine del 90 e l'89, come riportato da Cicerone , e comunque dopo che ebbe perso l'immunità giudiziaria dovuta alla sua carica di tribuno della plebe. Il processo per Vario deve essere avvenuto dopo la lex Plautia. Ma secondo altri prima. Cicerone non dà notizia di arringhe difensive poste da Vario in propria difesa; il che ha dato adito all'ipotesi che egli abbia accettato l'esilio senza opporre resistenza. Si è visto che durante la guerra le corti ordinarie erano sospese; per Badian tuttavia è plausibile supporre che, nell'ipotesi in cui esse fossero state attive, si sarebbe comunque fatto ricorso alla quaestio di Vario poiché questa aveva dimostrato, in relazione alle fattispecie del caso, di essere più efficiente delle corti ordinarie. A seguito dell'istituzione delle quaestiones, l'ira degli Italici e dei loro sostenitori si esacerbò al punto da costituire, secondo certe tesi storiografiche, il casus belli che diede inizio alla Guerra sociale; i numerosi processi, dal canto loro, avrebbero prolungato la durata del conflitto. Dal punto di vista delle corti, invece, erano proprio gli alleati degli Italici a costituire la causa, se non dello scoppio del conflitto, del suo protrarsi per oltre due anni; il che costituiva, di per sé, una ragione sufficiente per motivare la condanna nei loro confronti. Condanna che, si è visto, consisteva nel comminare solo l'esilio, non la pena capitale; ad un'attenta analisi delle fonti risulta infatti, secondo Seager, che Vario abbia avuto una morte violenta, ma senza che ne fossero specificate le circostanze. L'unica certezza in tal senso è che sia stato condannato per effetto della sua stessa legge ("Q. Vario sua lege damnatus excesserat", Brut. 305), il che spiega il suo allontanamento forzato da Roma. Secondo le tesi storiografiche prevalenti, il processo a Vario deve essersi tenuto dopo l'istituzione della lex Plautia, che alterava la lex Varia nella composizione della corte secondo gli interessi della nobiltà. Probabilmente è stato processato per aver imposto la legge con forza contro un veto. Per il processo, da quel che leggiamo in Cicerone, non possiamo escludere il 90. Tra le possibili accuse a Vario c'è proprio quella di aver causato la Guerra sociale, come riporta Cicerone: "summo cruciatu supplicioque Q. Varius, homo importunissimus, periit; si quia Drusum ferro, Metellum veneno sustulerat, illos conseruari melius fuit quam poenas sceleris Varium prendere" . In relazione al tema della pena inflitta a Vario, Mommsen (Theodor Mommsen) ha cambiato idea nel tempo, forse a causa dell'età (fallibilità dell'età): in giovinezza sosteneva che Vario fosse stato esiliato, in età adulta che fosse stato ucciso. Dal canto suo, Cicerone quasi sicuramente non intendeva indicare – col termine excesserat – che Vario fosse stato condannato alla pena capitale; l'ipotesi attualmente più accreditata in campo storiografico è che egli sia stato esiliato, non ucciso, e che forse sia morto durante la guerra civile. 
Sempre sul tema dell'esilio in relazione alla lex Varia, Asconio scrive: "memoria teneo, cum primum senatores cum equitibus Romanis lege Plotia iudicarent, hominem dis ac nobilitati perinuisum Cn. Pompeium causam lege Varia de maiestate dixisse"; il personaggio in questione è presumibilmente Cn. Pompeo Strabo (Gneo Pompeo Strabone), il cui processo dovrebbe essersi tenuto nell'88. 
Ancora sul tema dell'esilio, occorre ricordare che Publio Sulpicio Rufo, amico di L. Crasso (Marco Licinio Crasso) e dei Metelli (Caecilii Metelli), propose la ri-chiamata degli esuli, e nell'88, da tribuno, sostenne Mario (Gaio Mario): perché, allora, una simile proposta? Può darsi che essa fosse relativa ad esuli che nulla avevano a che vedere con l'istituto della lex Varia; è scritto, infatti, che questi esuli non avevano mai avuto un giusto processo. Ci fu poi il tentativo di riunire questi esuli con i latini e con gli italiani colpiti dalla lex Licinia Mucia del 95, che privava della cittadinanza coloro che si fossero registrati illegalmente, e dall'editto censoriale del 92 ad opera della fazione dei Metelli. Altri accusati ex lege Varia furono: M. Aemilius Scaurus (Marco Emilio Scauro (console 115 a.C.)), C. Aurelius Cotta (Gaio Aurelio Cotta), L. Mummius Achaicus (Lucio Mummio Acaico).